# Pandanus alticonvexus
Pandanus alticonvexus är en enhjärtbladig växtart som beskrevs av Harold St.John. Pandanus alticonvexus ingår i släktet Pandanus och familjen Pandanaceae.
Artens utbredningsområde är Nya Kaledonien. Inga underarter finns listade.